# Przejście graniczne Przewóz-Podrosche
Przejście graniczne Przewóz-Podrosche – powstałe w 1995 i istniejące do 2007 polsko-niemieckie drogowe przejście graniczne, położone w lubuskim, w powiecie żarskim, w gminie Przewóz, w miejscowości Przewóz.

## Opis
Przejście graniczne Przewóz-Podrosche z miejscem odprawy granicznej po stronie polskiej w miejscowości Przewóz, zostało uruchomione w 1995. Czynne było całą dobę. Dopuszczone było przekraczanie granicy dla ruchu osobowego z wyłączeniem ruchu autobusowego i mały ruch graniczny. Kontrolę graniczną osób, towarów i środków transportu wykonywały kolejno: Graniczna Placówka Kontrolna Straży Granicznej w Przewozie, Placówka Straży Granicznej w Przewozie. Obie miejscowości łączył most na Nysie Łużyckiej. Do przejścia granicznego po stronie polskiej prowadziła w latach 1996 – 2000 droga krajowa nr 284, następnie od 2000 droga krajowa nr 27.
21 grudnia 2007 na mocy układu z Schengen przejście graniczne zostało zlikwidowane.